# Aridefferia subpilosa
Aridefferia subpilosa là một loài ruồi trong họ Asilidae. Aridefferia subpilosa được Schaeffer miêu tả năm 1916. Loài này phân bố ở vùng Tân Bắc giới.